# Damarchus workmani
Espèce
Damarchus workmani est une espèce d'araignées mygalomorphes de la famille des Bemmeridae.

## Distribution
Cette espèce est endémique de Singapour.

## Description
La femelle holotype mesure 19,5 mm.

## Étymologie
Cette espèce est nommée en l'honneur de Thomas Workman (1844–1900).

## Publication originale
- Thorell, 1891 : « Spindlar från Nikobarerna och andra delar af södra Asien. » Kongliga Svenska Vetenskaps-Akademeins Handlingar, vol. 24, no 2, p. 1-149 (texte intégral).